# Aquiles Nazoa
Aquiles Nazoa González (Caracas, 17 de mayo de 1920 - Maracay, 25 de abril de 1976) fue un escritor, ensayista, periodista, poeta y humorista venezolano.

## Biografía
Nació en la barriada caraqueña de El Guarataro (ubicada en la parroquia San Juan), en el seno de una familia de escasos recursos económicos. Sus padres fueron Rafael Nazoa, jardinero y Micaela González. Su hermano fue el también poeta Aníbal Nazoa.
Estuvo casado con Estrella Fernández-Viña Martí, sobrina nieta del escritor cubano José Martí. Ella fallecería de tuberculosis poco después del matrimonio. Más tarde, en 1949, contrae nupcias con María Laprea.
Su primogénita, Atamaica Nazoa,cronista social y exjefa de prensa de la Organización Miss Venezuela.

### Vida laboral
A los 12 años empieza a trabajar para ayudar a su familia.
Entre 1932-1934 se desempeñó en múltiples oficios tales como aprendiz de carpintería, y minería de Aquiles Nazoa, telefonista y botones del famoso Hotel Majestic de Caracas y empleado de una bodega, hasta que entra a trabajar en el diario caraqueño El Universal.
Se interesó en la ideología marxista. Aprendió a leer el francés y el inglés, lo que le permitió obtener un puesto como guía turístico en el Museo de Bellas Artes de Caracas en 1938. Durante este período fue enviado como corresponsal de El Universal a Puerto Cabello, donde colabora en el diario El Verbo Democrático.
Un artículo en el que criticaba la indolencia de las autoridades locales en la erradicación de la malaria, le acarreó una demanda del Concejo Municipal de Puerto Cabello y su posterior encarcelamiento en 1940.
Luego de ser liberado regresa a Caracas, donde ingresa a trabajar en la emisora Radio Tropical y mantiene en El Universal una columna titulada «Por la misma calle». Durante este tiempo es incorporado al diario Últimas Noticias, comenzando a publicar sus poemas humorísticos en la sección «A punta de lanza», firmada con el seudónimo «Lancero». También en este período se incorpora al semanario satírico El Morrocoy Azul donde desarrolla sus dotes como humorista, publicando con el seudónimo de «Jacinto Ven a Veinte», sus poemas Teatro para leer.
A partir de agosto de 1943, empieza a colaborar en el diario El Nacional. En 1944 se traslada a Cuba donde dirigió la revista humorística Zig-Zag de La Habana a la vez que participa en congresos y tertulias de intelectuales cubanos como Nicolás Guillen, Félix B. Caignet y Luis Carbonell Pullés. En 1945, aparece en Caracas su libro El transeúnte sonreído. Durante estos años, colabora igualmente en las revistas Élite y Fantoches, la segunda de las cuales dirige por cierto tiempo.
En 1948 obtiene el Premio Nacional de Periodismo en la especialidad de escritores humorísticos y costumbristas. Dos años después aparecen sus libros El Ruiseñor de Catuche y Marcos Manaure, idea para una película venezolana, con prólogo de Juan Liscano. En 1953, el Morrocoy Azul pasa al control del gobierno, lo que ocasiona que Aquiles Nazoa y otras periodistas colaboren con la revista humorística El Tocador de las señoras. En 1954 produce El Teatro Cómico Pampero transmitido por Radio Caracas Televisión  donde conoció  artistas venezolanos, entre ellos contó con el apoyo del escenógrafo y artista plástico Jacobo Borges. Al hacerse más evidente la represión dictatorial Nazoa se había mudado a Cagua, donde daba clases en un liceo.
En los años 50 y 60 trabajó como guionista de películas como La balandra Isabel llegó esta tarde (1950), El demonio es un ángel (1951), Noche de milagros (1954), Igualito a su papá (1957), y El raspado (1964).

### Detención y exilio
En 1956 unos agentes de la Seguridad Nacional se lo llevaron prisionero a Caracas. A los tres días llamaron a la esposa, María Laprea Sifonte, para informarle que sería expulsado del país. En el aeropuerto de Maiquetía  esposado, abordó un avión que tendría dos paradas: Panamá y Bolivia. Nazoa estuvo exiliado en La Paz hasta 1958.

### Regreso a Venezuela y se hace millonario
En 1970 Aquiles Nazoa pruduce el programa "Las cosas más sencillas" transmitido a través de la Televisora Nacional Canal 5 (TVN 5). Con su singular forma de expresarse, Nazoa disertaba sobre temas tan cotidianos pero tan profundos de la vida, de la gente, de los objetos ofreciendo una manera distinta de asumirlos, en su particular cosmovisión de la existencia.
Muere en un accidente de tránsito en la autopista Caracas-Valencia en zona cercana a la ciudad de Maracay.

## Homenajes
En su memoria, se creó por iniciativa de Pedro León Zapata, la cátedra libre de humorismo «Aquiles Nazoa», inaugurada el 11 de marzo de 1980 en la Universidad Central de Venezuela.
La fecha del 17 de mayo fue instituida como Día Nacional de la Poesía, mediante decreto presidencial N.º 4.074 (Gaceta Oficial N.º 41.781 del 13 de diciembre de 2019), con motivo de cumplirse en 2020 el primer centenario del natalicio del poeta Aquiles Nazoa.
Desde el 13 de diciembre de 2019 el Centro Cultural Aquiles Nazoa, tiene su sede en La Casona el inmueble que sirvió de residencia oficial de los presidentes de Venezuela entre 1966 a 2012.
La U.E. Instituto Aquiles Nazoa de Valencia, el Cine Aquiles Nazoa de Caracas y la Casona Cultural Aquiles Nazoa de Guarenas honran el legado y la memoria del poeta.
El Cine Aquiles Nazoa1 (también conocido como Teatro Aquiles Nazoa) es una instalación multipropósito localizada en el oeste de la ciudad de Caracas, en la planta baja del Edificio Urdaneta de la parroquia San Juan del Municipio Libertador en el Distrito Metropolitano de Caracas y al norte del país sudamericano de Venezuela. Es usado como centro cultural, cine y sala de teatro. 
Parque Aquiles Nazoa de la Urbanización Vista Alegre de Caracas

### Obras
- Aniversario del color (1943)
- Método práctico para aprender a leer en VII lecturas musicales con acompañamiento de gotas de agua (1943)
- El transeúnte sonreído (1945)
- El ruiseñor de Catuche (1950, 1958, 1960)
- El silbador de iguanas (1955)
- Caperucita criolla (1955)
- Arte de los niños (1957)
- Poesía cotidiana (1958)
- El burro flautista (1958, 1959)
- Poesía para colorear (1958)
- Caballo de manteca (1960, 1972)
- Los poemas (1961)
- Mientras el palo va y viene (1962, 1963)
- Poesías humorísticas, costumbristas y festivas (1962)
- Humor y amor de Aquiles Nazoa (Antología. 1962, 1971, 1975)
- Pan y circo (1965)
- Los últimos poemas de Aquiles Nazoa. Amigos jardines y recuerdos (1978)

### Ensayos
- Cuba, de Martí a Fidel Castro (1961)
- Caracas, física y espiritual  (1966)
- Venezuela suya (1971, 1974)
- Las cosas más sencillas (1972)
- Vida privada de las muñecas de trapo (1975) en 1975

## Premios
- Premio Nacional de Periodismo «Juan Vicente González» (1948)
- Premio Municipal de Prosa (1966)